# Emiraat van Tbilisi
het emiraat van Tbilisi (Georgisch: თბილისის საამირო  Tbilisis Saamiro, Arabisch: إمارة تفليسي Iimarat Taflisiun) was  van  736 tot 1080 (nominaal tot 1122) een door de Arabieren na hun veroveringen tijdens het kalifaat van de Rashidun opgericht emiraat
Het emiraat was een belangrijke buitenpost van de Islamitische heerschappij in de Kaukasus totdat het in 1122 werd heroverd door de Georgiërs onder koning David IV. Sindsdien heeft Tbilisi gediend als de hoofdstad van Georgië.

## Geschiedenis
De Arabieren verschenen voor het eerst in Georgië, namelijk in Sassanidisch Iberia in 645. Het duurde echter tot 735 dat ze erin slaagden hun greep over een groot deel van het land te vestigen. In dat jaar bracht Marwan II Tbilisi en een groot deel van de aangrenzende landen in zijn macht, en installeerde daar een emir, die moest worden bevestigd door de kalief, of soms door de ostikan van het emiraat Armenië.
Tijdens de Arabische periode groeide Tbilisi (al-Tefelis) uit tot een handelscentrum tussen de islamitische wereld en Noord-Europa. Verder fungeerde het als een belangrijke Arabische buitenpost en een bufferprovincie tussen de Byzantijnse en Chazaarse rijken. Na verloop van tijd werd Tbilisi grotendeels islamitisch, maar deze invloed beperkte zich tot de stad zelf, terwijl de omgeving grotendeels christelijk bleef.
Tbilisi was een grote stad met een sterke dubbele muur en drie poorten. Het lag aan beide oevers van de Koera en de twee delen waren verbonden door een schipbrug. De toenmalige geografen vermelden met name haar thermische bronnen, die de baden van constant heet water voorzagen. Aan de rivier lagen watermolens. De huizen waren, tot verrassing van Arabische reizigers, voornamelijk gebouwd van dennenhout. In de eerste helft van de 9e eeuw zou Tbilisi na Derbent de tweede stad in de Kaukasus geweest zijn, met minstens 50.000 inwoners en een bloeiende handel.
Het kalifaat van de Abbasiden verzwakte na de Vierde Fitna in de jaren 810, en de macht van de kalief werd aangevochten door perifere heersers, inclusief die van Tbilisi. Tegelijkertijd werd het emiraat een doelwit van de oplevende Georgische Bagrationische dynastie die hun grondgebied vanuit Tao-Klardzjeti over de Georgische landen uitbreidden.
Het emiraat van Tbilisi groeide relatief in  sterkte onder Ishaq Ibn Isma'il (833-853), die krachtig genoeg was om de Georgische vorsten te onderdrukken en te strijden met de Abbasidische autoriteit in de regio. Hij onthield zijn jaarlijkse tribuut aan Bagdad en verklaarde zijn onafhankelijkheid van de kalief. Om de rebellie te onderdrukken stuurde Kalief al-Mutawakkil in 853 een strafexpeditie onder leiding van Bugha al-Kabir, die Tbilisi tot op de grond toe afbrandde en Ishaq onthoofde. De Abbasiden kozen ervoor om de stad niet grootschalig te herbouwen, waardoor ze haar plaats als belangrijk islamitisch centrum verloor en het prestige en autoriteit van de moslims in de regio afnam.
Vanaf de jaren 1020 volgden de Georgische koningen een tegenstrijdig maar over het algemeen expansief beleid tegen de emirs van Tbilisi, en deze kwamen sporadisch onder Georgische controle. Het gebied van het emiraat kromp in tot Tbilisi en haar directe omgeving. De invasies van de Seltsjoeken in de jaren 1070-1080 dwarsboomden echter de Georgische opmars en stelden de annexatie voor bijna een halve eeuw uit. De laatste emir van Tbilisi eindigde vermoedelijk circa 1080, en de stad werd daarna gerund door een oligarchie van handelaren die in de Georgische annalen bekend staat als tbileli berebi, dat wil zeggen de ouderen van Tbilisi. 
De overwinningen van de Georgische koning David IV op de Seltsjoeken brachten de laatste slag toe aan het islamitische Tbilisi. Een Georgisch leger trok in 1122 de stad binnen en eindigde vierhonderd jaar Islamitische heerschappij.